# Királylepke
A királylepke (Danaus) a rovarok (Insecta) osztályának a lepkék (Lepidoptera) rendjébe, ezen belül a tarkalepkefélék (Nymphalidae) családjába és a bűzpillefélék (Danainae) alcsaládjába tartozó nem.

## Előfordulásuk
A királylepkék, mint lepkenem megtalálhatók Észak- és Dél-Amerikában, valamint Afrikában, Ázsiában, Indonéziában és Ausztráliában. A kontinentális előfordulásuk mellett, egyes fajok fellelhetők az Indiai- és a Nyugat-Csendes-óceán néhány szigetén is.

## Rendszerezés
2005-ben Smith et al. által felállított fajlista szerint a nembe az alábbi 12 faj tartozik:
- Danaus affinis Fabricius, 1775
- Danaus chrysippus (Linnaeus, 1758)
- Danaus cleophile (Godart, 1819)
- Danaus dorippus (Klug, 1845)[2]
- Danaus eresimus (Cramer, 1777)
- Danaus erippus (Cramer, 1775)
- Danaus genutia (Cramer, 1779)
- Danaus gilippus (Cramer, 1775)
- Danaus ismare (Cramer, 1780)
- Danaus melanippus Cramer, 1777
- Danaus petilia (Stoll, 1790)[3]
- pompás királylepke (Danaus plexippus) (Linnaeus, 1758) - típusfaj

Ott ahol több mint egy faj előfordul egy helyen, hibrid példányok, vagy akár állományok is létrejöhetnek. Egyesek hibridjei ivarképesek.

## Képek

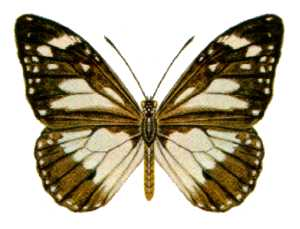
Danaus affinis
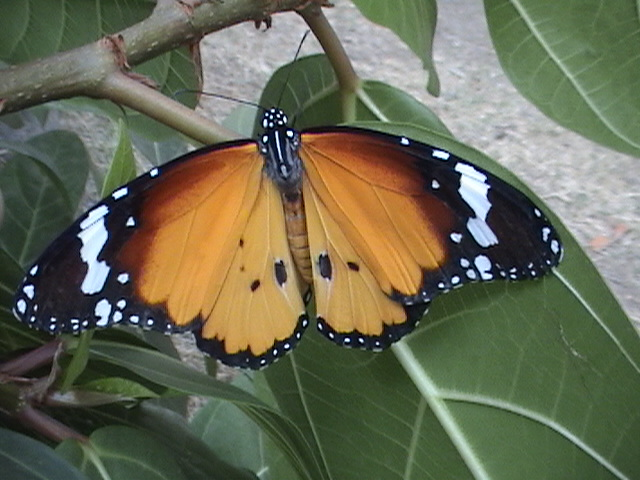
Danaus chrysippus
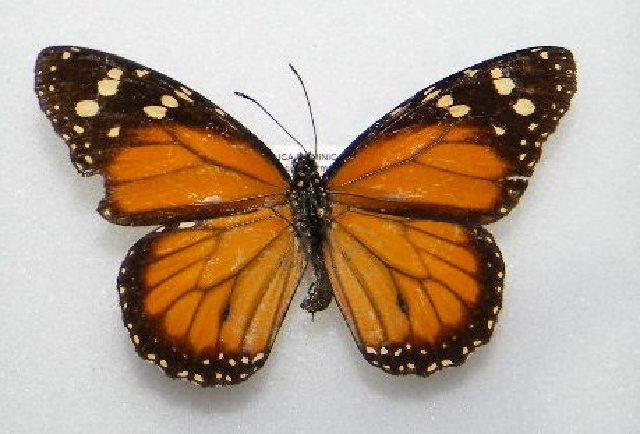
Danaus cleophile
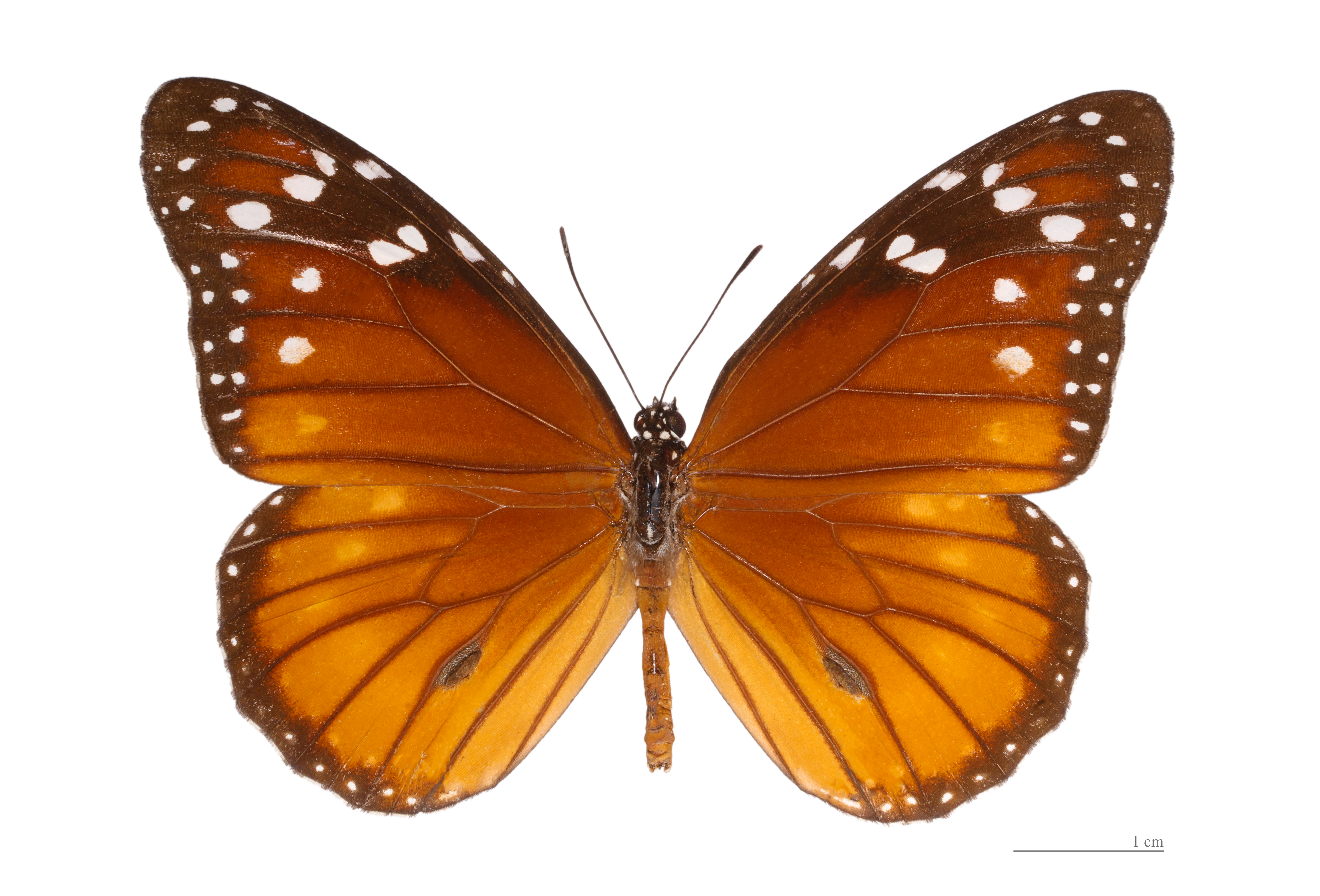
Danaus eresimus
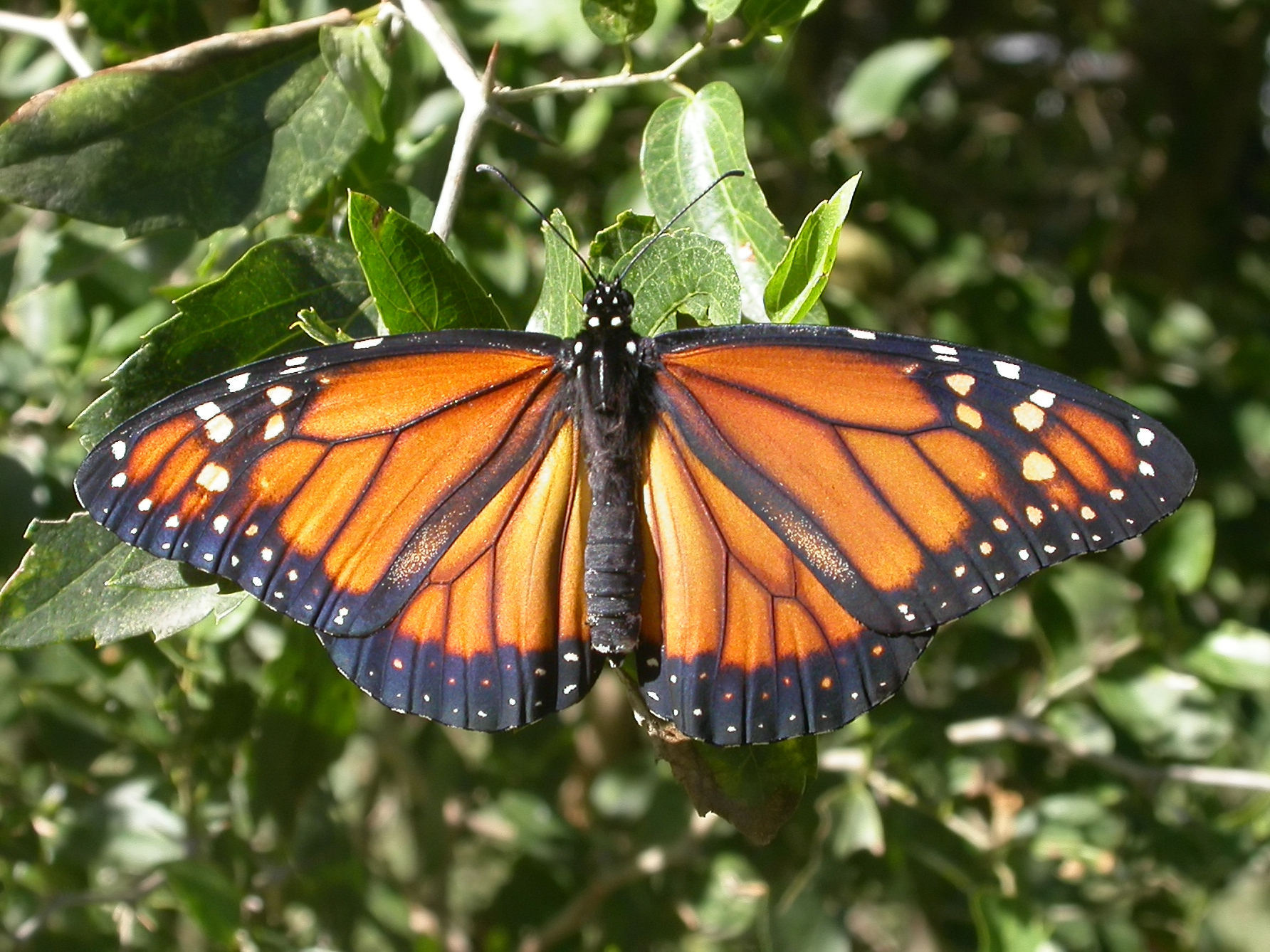
Danaus erippus
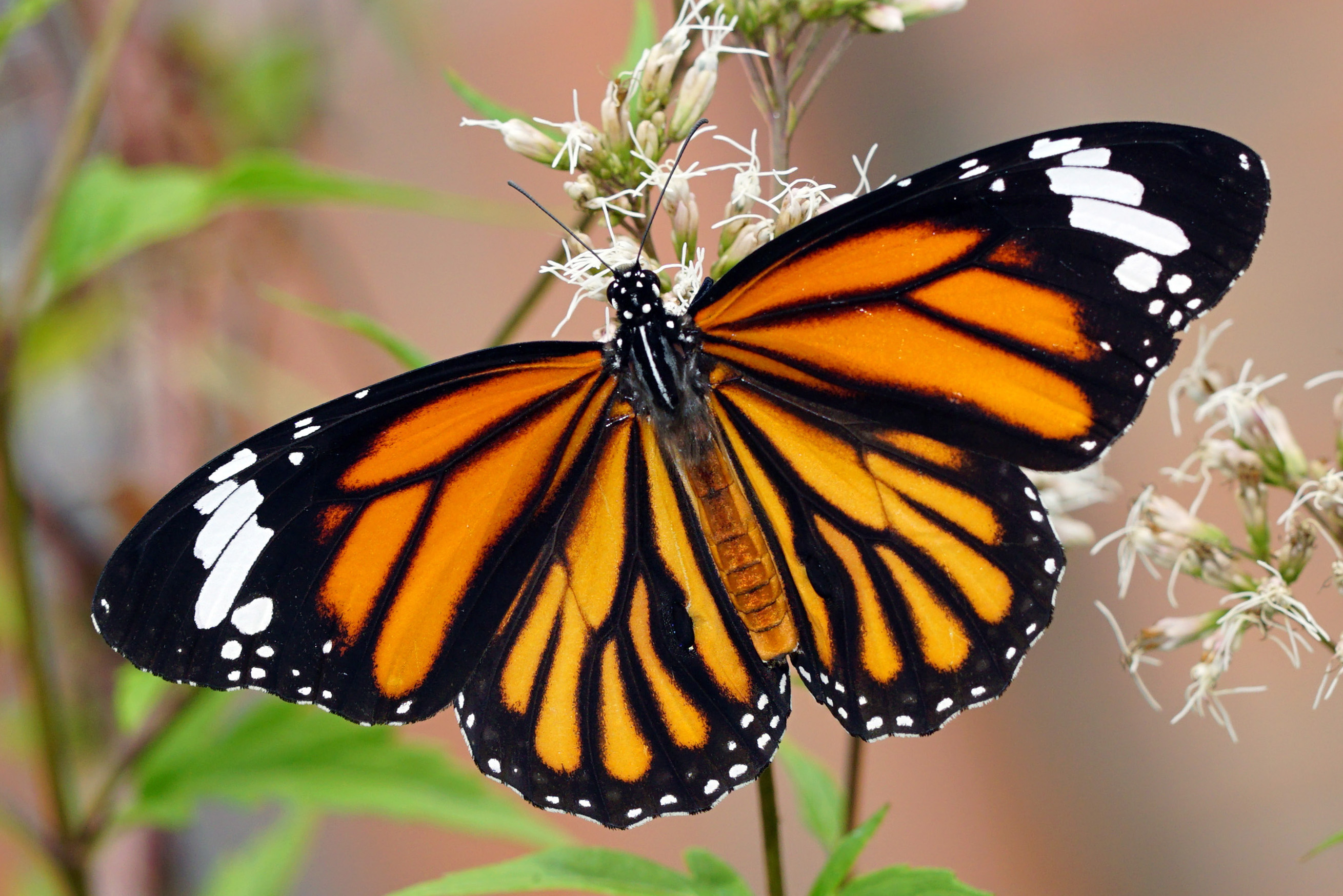
Danaus genutia
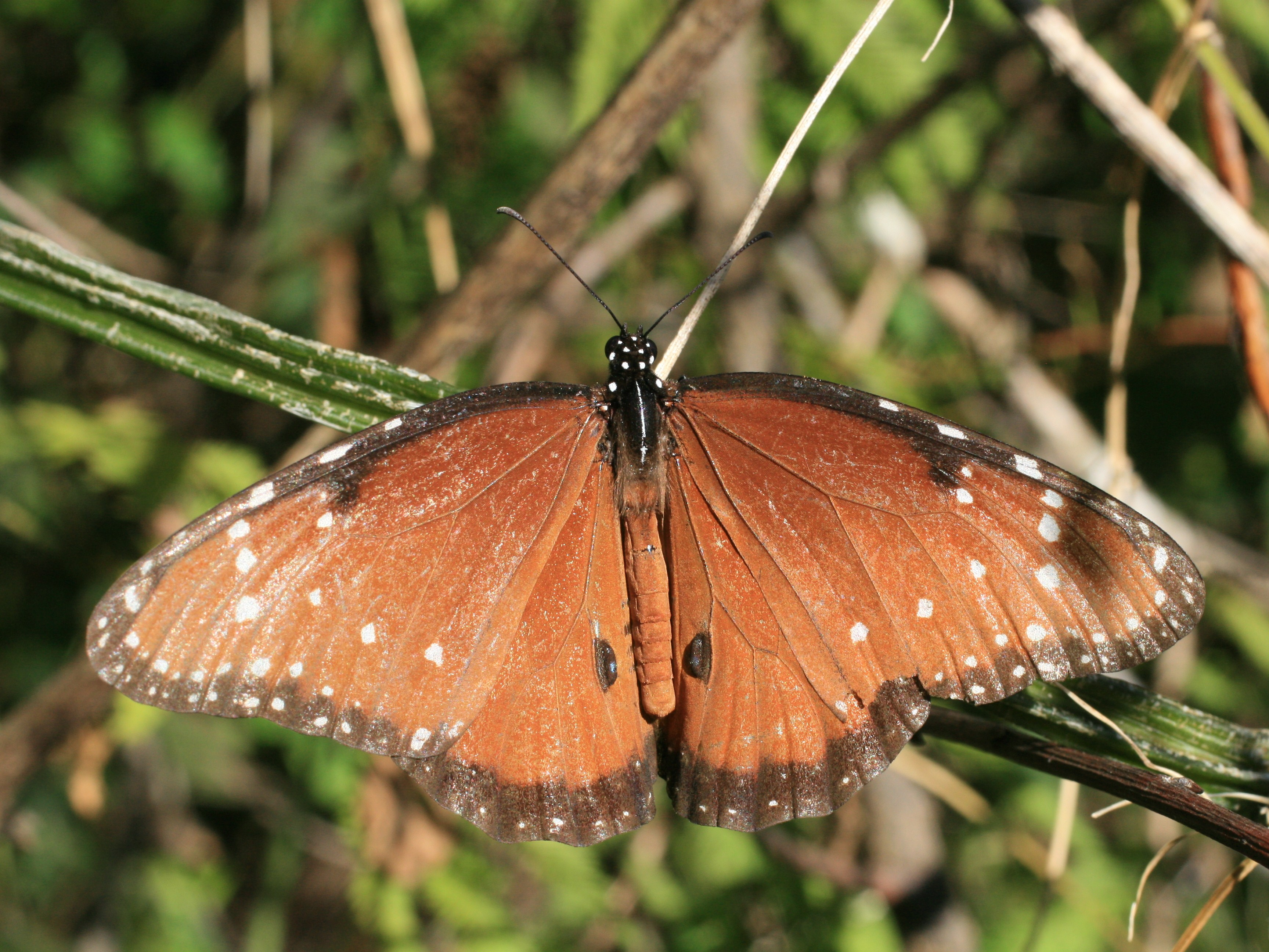
Danaus gilippus
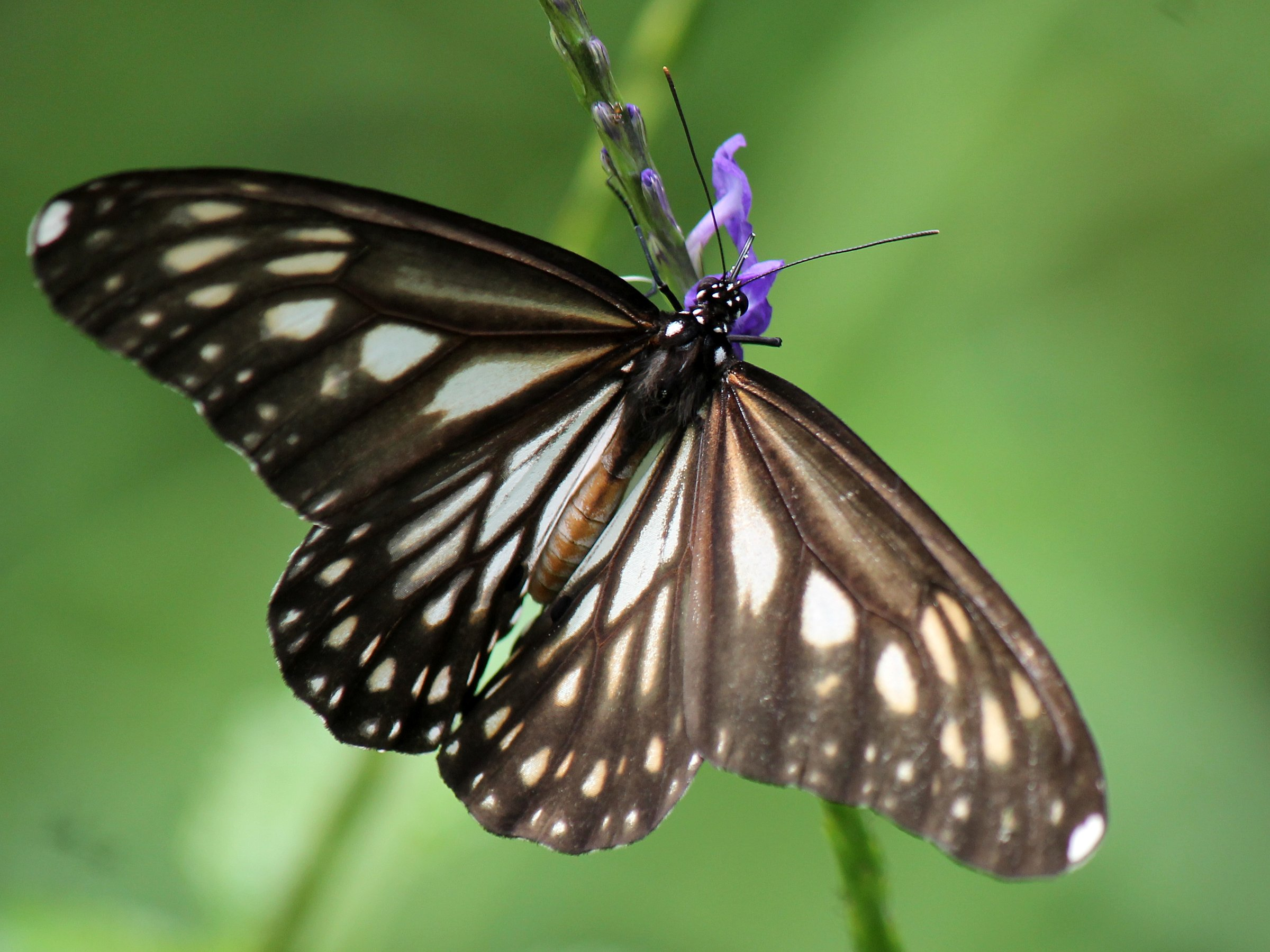
Danaus ismare
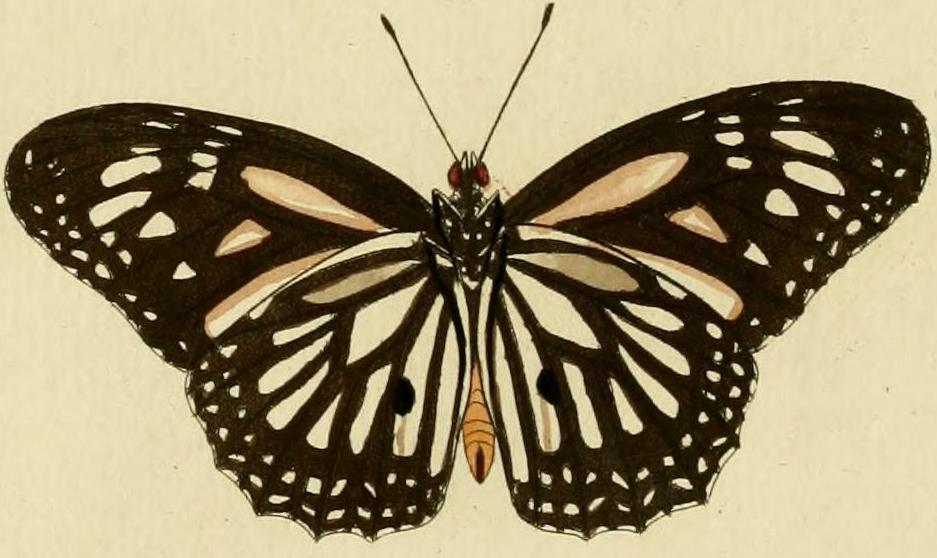
Danaus melanippus
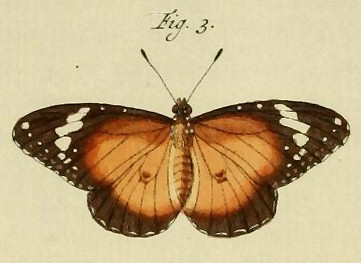
Danaus petilia
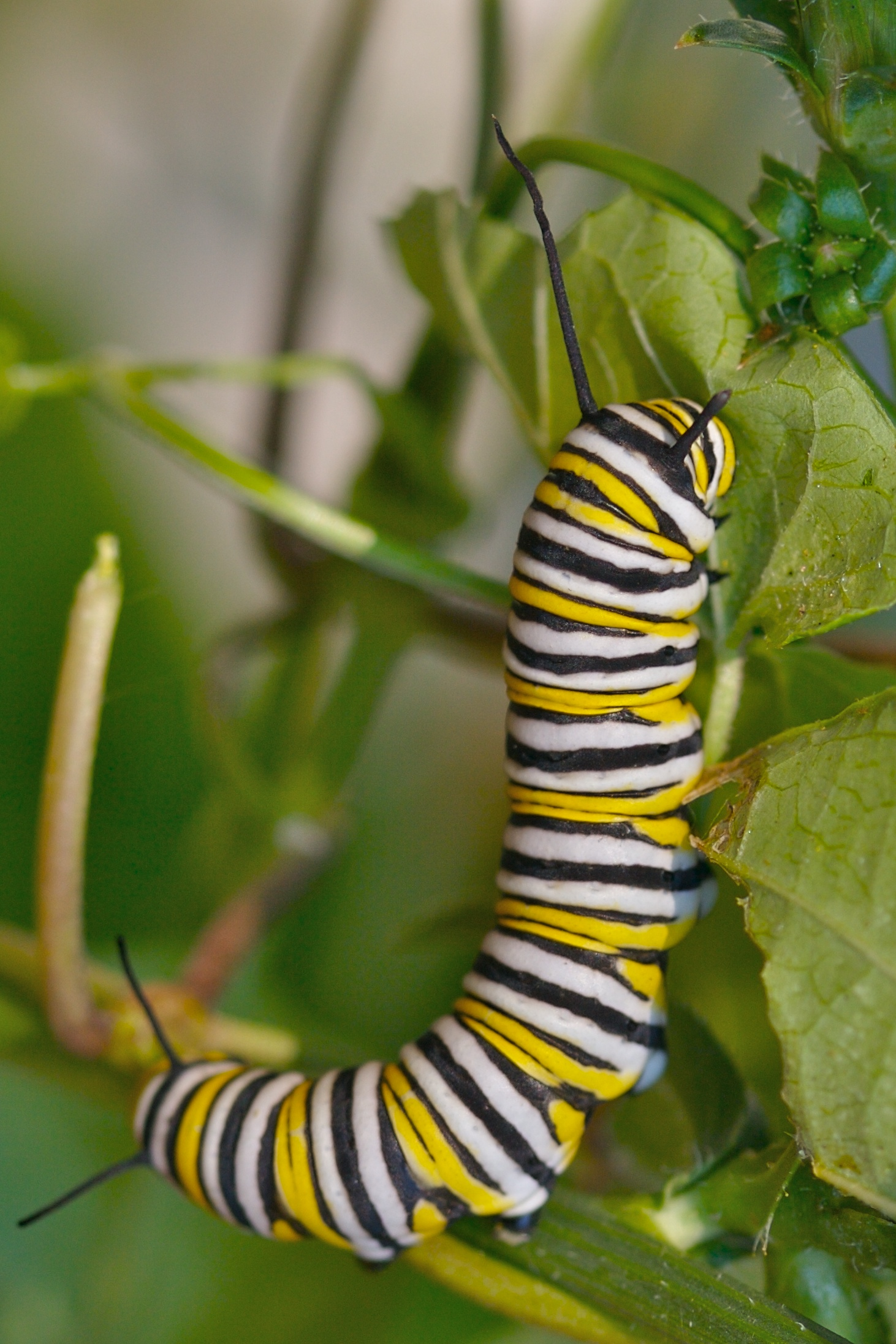
a Danaus plexippus hernyója

### Fordítás
- Ez a szócikk részben vagy egészben  a   Danaus (genus) című angol Wikipédia-szócikk ezen változatának fordításán alapul.  Az eredeti cikk szerkesztőit annak laptörténete sorolja fel. Ez a jelzés csupán a megfogalmazás eredetét és a szerzői jogokat jelzi, nem szolgál a cikkben szereplő információk forrásmegjelöléseként.